# Zaid Kareem
Zaid Kareem (em árabe: زيد كريم; 19 de junho de 2001) é um taekwondista jordaniano.

## Carreira
Ele ganhou o bronze nos Jogos Olímpicos da Juventude de 2018 na categoria 55 kg. Ele foi medalhista de bronze no Campeonato Asiático de Taekwondo de 2021 em Beirute na divisão de -68 kg. Em 2022, ele se tornou o primeiro jordaniano a liderar o ranking mundial de taekwondo. Naquele ano, ele venceu a Final do Grand Prix de 2022 em Riad, além de chegar às quartas de final no Campeonato Mundial de Taekwondo de 2022. Ele também foi medalhista de prata no Campeonato Asiático de Taekwondo de 2022 em Chuncheon, Coreia do Sul.
Ele também ganhou uma prata nos Jogos Asiáticos de 2022 em Hangzhou, na categoria masculina de 68 kg. Nos Jogos Olímpicos de Verão de 2024, em Paris, conquistou a medalha de prata na categoria de até 68 kg masculino.